# Петрішор Гананау
Петрішор Гананау (рум. Petrișor Gănănău; 18 вересня 1984, Тиргу-Жіу, Горж) — румунський боксер, призер чемпіонату Європи серед аматорів.

## Боксерська кар'єра
Петрішор Гананау домігся значних успіхів в аматорських змаганнях у юному віці. Двічі 1999 та 2000 року він завойовував бронзу на чемпіонатах Європи серед юніорів, а також бронзові медалі на молодіжному чемпіонаті світу 2002 та молодіжному чемпіонаті Європи 2003.
На дорослому рівні найбільшого успіху досяг на чемпіонаті Європи 2008, на якому завоював бронзову медаль.
- В 1/8 фіналу переміг Лукаса Віктора (Чехія) — RSC 3
- У чвертьфіналі переміг Кон Шихен (Ірландія) — 4-2
- У півфіналі програв Єгору Мєхонцеву (Росія) — 2-5